# Raffaello Reghini
Raffaello Reghini (Firenze, 14 novembre 1868 – Bolzano, 16 dicembre 1930) è stato un generale italiano.
Militare di carriera, fu tra gli ufficiali più decorati al valore del Regno d'Italia e una figura militare di rinnovato interesse storico per i fatti di Caporetto dell'ottobre 1917 che coinvolsero la sua unità, la Brigata Venezia.

## Biografia
Raffaello Reghini nasce a Firenze nel 1868 da Gianluca, Nobile e patrizio di Pontremoli, uno dei primi archivisti di Stato del neonato Regno d'Italia. Il padre venne distaccato prima all'archivio di Stato di Firenze, poi, in qualità di responsabile, a quello costituendo di Roma per il trasferimento della Capitale. Lì morì prematuramente nel 1892. La madre, Marianna Chiarini Von Arbogaster (nipote di Antonio Von Arbogaster, un nobiluomo lorenese che si trasferì in Toscana a seguito del Granduca Leopoldo di Lorena), allevò il figlio presso le loro proprietà in Toscana, a Sovigliana (Vinci).
Raffaello, terminati gli studi al Collegio Militare di Firenze, passò all'Accademia nel 1886, quindi, dopo i primi incarichi, alla Scuola di Guerra nel 1902.
Nell'aprile del 1904 sposò la torinese Adele Barberis, e nel dicembre del 1908 avrà la sua prima e unica figlia, Anna Maria, che nel 1938 sposerà il conte Gian Claudio Gherardini, anch'esso militare di carriera.
Morirà nel dicembre del 1930, ancora in servizio, per i postumi delle malattie contratte al fronte nella prima guerra mondiale.
La villa dalla famiglia Reghini nel 2001 è passata al Comune di Vinci.

## Carriera militare
Raffaello Reghini svolse il primo incarico da sottotenente presso il 26º Reggimento di fanteria. Nel 1902 venne distaccato con il grado di capitano al 16º Reggimento di fanteria poi divenne aiutante di campo della Brigata Basilicata. Si imbarcherà con il Corpo di Spedizione per Tripolitania e Cirenaica nella guerra italo-turca nell'ottobre del 1911 in cui si distinse in varie occasioni (tra le altre, venne decorato con una Medaglia d'Argento al Valore). Allo scoppio della prima guerra mondiale viene inviato in territorio in stato di guerra il 22 maggio del 1915 come Maggiore presso il 44º Reggimento di fanteria. Nonostante gravi problemi di salute causati dalle condizioni del servizio, soprattutto una grave flebite che lo costrinse in varie occasioni all'ospedale, si distinse ed ebbe varie promozioni sul campo e numerose decorazioni (tra cui una seconda Medaglia d'Argento al Valore, due Ordini Militari d'Italia, il britannico Ordine del Bagno, tre Croci di guerra).
Il 14 ottobre del 1917, pochi giorni prima della battaglia di Caporetto, il Colonnello Reghini lascia il comando del 154º Reggimento e assunse il Comando della Brigata Venezia. Venne promosso Brigadiere Generale. Finita la guerra, pur mantenendo il comando della Brigata Venezia assunse la Presidenza del Tribunale speciale di Firenze, sino al 1926. Nel 1927 venne comandato a Bolzano in qualità di Comandante della Divisione territoriale del Brennero, ultimo incarico al momento della morte nel 1930. La parte più interessate della carriera di militare di Reghini è sicuramente collegata al suo comando della Brigata Venezia durante la grande guerra.

## I fatti di Caporetto, la Brigata Venezia e il suo comando

La ritirata delle armate italiane verso il Tagliamento dopo lo sfondamento di Caporetto

All'inizio dell'attacco, la Brigata era distaccata presso il XXVIII Corpo d'armata (maggiore generale Saporiti) come riserva del Comando d'Armata. La Brigata era composta dall'83º Reggimento fanteria "Venezia" e l'84º Reggimento "Venezia".
Dopo i fatti eroici dell'Altipiano della Bainsizza del settembre precedente, la Brigata, come racconta lo stesso Cadorna, era stata avvicendata, anche in vista della nomina del nuovo Comandante Reghini.
All'inizio dell'offensiva austro tedesca venne immediatamente inviata a Plava a difendere il ripiegamento II Corpo d'Amata. Questa fu la prima occasione in cui il comando di Reghini si distinse:
()
Dopo quella resistenza alla destra dell'Isonzo, Reghini ricevette l'ordine di ripiegare ed oltrepassare il Tagliamento. Fu l'ultimo ordine che ricevette. Cadorna parla dell'azione della Brigata ad Orgnano, nei pressi di Pozzuolo: “quivi vengono distaccati in aiuto di altri reparti premuti dal nemico”, ed aggiunge che i due Reggimenti della Brigata “sopraffatti da forze soverchianti ed accerchiati, dopo accanita lotta perdono gran parte dei loro uomini”. Poi racconta del loro passaggio a Galleriano ed a Pozzecco, dove nuovamente “il 30 ottobre viene organizzata una tenace resistenza”.
Sotto il comando di Reghini, la Brigata Venezia seguì tutto lo svolgimento centrale dell'offensiva nemica. Al culmine dell'offensiva austriaca, essa si trovò a fare resistenza al centro dello schieramento, contro le avanzanti truppe del generale Hofacker, che muovevano nella Carnia con l'obbiettivo di varcare il Tagliamento, forse attraverso i ponti di Codroipo, per tagliare la ritirata della III Armata. La resistenza avvenne nei pressi di Pozzuolo, Mortegliano, Orgnano. Uno sbarramento che proseguiva con la 10ª Divisione del generale Chionetti, la 30ª del generale Mangiarotti e del XXIV Corpo d'Armata del generale Caviglia e poi dal Generale Di Giorgio incaricato della difesa dei ponti sul Tagliamento di Pinzano e di Cornino, il cosiddetto Corpo d'Armata Speciale.
I ponti sul Tagliamento erano un formidabile collo di bottiglia per un esercito sbandato. La felice decisione di Reghini, e di altri comandanti, avvenne senza ordini superiori, e le unità “distaccate” in aiuto di cui parla Cadorna, non erano in realtà tali, ma erano unità isolate e sbandate, prive di ordini e fu lo stesso Reghini, in autonomia, ad assumere il comando. Senza queste scelte sul campo, sue e di altri colleghi, e in assenza della resistenza del 29 e del 30, la metà della 2ª Armata (quella di Ferrero) sarebbe stata annientata prima dei ponti della La Delizia e la 3ª sarebbe stata accerchiata prima dei ponti di Madrisio e Latisana. In quei pochi giorni di accanita e coraggiosa resistenza, il Reghini perde 1.233 dei suoi uomini: 68 ufficiali e 1.165 soldati.

## Storiografia su Reghini e la Brigata Venezia

Villa Reghini a Sovigliana (Vinci) nel 1925, oggi del Comune

La verità storica di Caporetto rimane ancora nascosta da decenni di divergenze e opinioni, anche interessate e nascondere delle incompetenze. Certamente non fu imputabile a codardia delle prime linee seppure travolte dal nemico, come in un primo tempo fu gravemente e ingenerosamente proposto all'opinione pubblica dallo stesso Cadorna.
Quanto al secondo apporto della Brigata Venezia, dopo il primo già determinante di Plava sull'Isonzo, esso avvenne nei pressi di Pozzuolo del Friuli (ed Organo e Galleriano), poi alla destra del Tagliamento, di cui è testimone diretto e ammirato un Lanciere di Novara d'eccezione come Gabriele D'Annunzio. Ma la seconda volta accadde al di fuori del controllo del Comando Supremo. Il contributo determinante avvenne da un'unità e da un Comandante privo di ordini che nella confusione più assoluta si batté al mal presidiato confine di settore tra due armate in ritirata.
È interessante notare che nell'occasione di quelle disastrose giornate, Reghini fu l'unico soldato italiano a ricevere una delle più alte onorificenze britanniche, l'Ordine del Bagno. La motivazione con la quelle venne decorato Reghini anche come Ufficiale dell'Ordine Miliare di Savoia (oggi Ord. Mil. d'Italia) per quei fatti lascia trapelare con chiarezza la situazione createsi:
In tempi normali sarebbe normale lodare le iniziative dei comandanti sul campo. Ma il rimpallo delle responsabilità trovò tutti concordi nel derubricare i fatti di Pozzuolo del Friuli, del Tagliamento, Organo, Galleriano e le altre località vicine, imputabili a Comandanti coraggiosi, ad atti di “normale eroismo”. Oggi appaiano invece vere scelte strategiche, stabilite e messe in pratica autonomamente da singoli comandanti di unità per sopperire ad un vuoto superiore.